# Таити
Таи́ти (фр. Tahiti, таит. Tahiti) — главный остров архипелага Острова Общества и всей Французской Полинезии, а также самый крупный остров этого заморского сообщества в Тихом океане. Входит в группу Наветренных островов. Столица Папеэте расположена на северо-западном побережье.

## География
Таити представляет собой остров вулканического происхождения. Он состоит из двух частей, соединённых между собой узким перешейком Тараваи. Северная часть — густо заселённый Таити-Нуи (большой Таити), южная — почти безлюдный Таити-Ити (малый Таити). Общая площадь острова составляет 1042 км².
Вокруг острова тянутся прерывающиеся в некоторых местах коралловые рифы, ограничивающие лагуну от открытого моря. В отличие от сравнимых вулканических островов Полинезии по соседству с Таити не образовалось достойной упоминания атолловой структуры. Для обеих частей Таити характерен горный ландшафт, сформировавшийся на протяжении столетий из первоначального вулкана. Достигающие 2241 метра горы (вулкан Орохена) покрыты густыми джунглями.

## История
До сегодняшнего дня не удалось с уверенностью выяснить точную дату заселения Таити. Известно, что таитянское население происходит от переселенцев с других полинезийских островов, таких как Тонга и Самоа. Датой заселения считается период с 300 года до н. э. до 300 года н. э. Существует длинный список правителей Таити, начинающийся примерно с 1100 года. Но реально в XVIII веке на острове существовало шесть самостоятельных владений, каждое со своими правителями. В середине XVIII века областью Паре управлял воинственный вождь Хапаи. Он умер в 1767 году. Его сын Помаре в результате длительной войны сумел подчинить себе все другие владения и установить свою власть над всем островом. К середине XIX века владения династии Помаре распространялись также и на остров Муреа, Подветренные острова в архипелаге Общества и острова Туамоту.
Первыми европейскими посетителями Таити были испанцы, прибывшие туда в 1606 году под руководством португальца Педро Фернандеса де Кироса. Однако из-за того, что на острове не оказалось золота и других драгоценных ископаемых, он не привлёк интереса пришельцев.
Тем не менее со временем остров стал известным как райское место «свободной любви». Навстречу командам причаливавших здесь кораблей обычно выходили обнажённые таитянки, считавшие гостей «богами» и охотно вступающие с ними в связь. Команды кораблей Сэмюэла Уоллиса (1767) и Джеймса Кука (1774) оставляли на острове не только светловолосых детей, но и массово убивавшие туземцев болезни — сифилис и грипп. Тогдашнее население острова, по словам сопровождавшего Кука немецкого естествоиспытателя Георга Форстера, составляло около 200 тысяч человек, раза в полтора больше, чем сегодня.
В 1788 году на Таити прибыло британское экспедиционное судно «Баунти» под командованием капитана (в звании лейтенанта) Уильяма Блая, направленного на остров в поисках саженцев хлебного дерева, необходимого британцам в качестве дешёвой пищи для чёрных рабов на сахарных плантациях Ямайки и Барбадоса. Он нашёл короля Помаре I, против которого выступили все соседние вожди, в очень затруднительном положении.
Стремясь объединить остров, Помаре старался установить дружеские отношения с иностранцами. Таитяне охотно принимали матросов, используя их знакомство с ремёслами, стараясь закупить у команды как можно больше огнестрельного оружия, и даже делали попытки побудить европейцев принять непосредственное участие в борьбе за объединение Таити.
В качестве действенного средства аборигенами использовался распространённый издавна в Полинезии обычай т. н. «гостеприимной проституции». Устраивались театрализованные представления тимароди с элементами оргии, местные девушки и женщины охотно вступали в связь с матросами «Баунти».
Кораблю пришлось задержаться на острове из-за того, что саженцы хлебного дерева не успели поспеть ко времени его прибытия. За время ожидания команда изрядно разложилась.
Неоценимую помощь Помаре оказали мятежники с «Баунти» во главе с Флетчером Кристианом, захватившие корабль вскоре после его отплытия с Таити и вернувшиеся на остров.
Часть мятежников вскоре покинула остров, насильно захватив с собой нескольких таитянцев и 13 таитянок. Впоследствии, когда мятежники высадились на остров Питкэрн и создали там поселение, от некоторых из них захваченные женщины родили детей.
Оставшиеся на острове 16 мятежников не только помогали королю своими мушкетами, но и предоставили в его распоряжение настоящее военное судно, построенное из подручных материалов бывшим корабельным плотником Моррисоном. С помощью членов экипажа «Баунти», нанятых им на службу, Помаре в 1790 году упрочил своё положение и разбил мятежного вождя Эймео Махине. Вожди области Атахуру, союзники Эймео, также покорились Помаре. Одним из решающих результатов нападения на Атахуру был захват мароруа — пояса, украшенного красными перьями, символа королевской власти.
В 1797 году острова достигли первые миссионеры из Лондонского миссионерского общества. Длительное время деятельность их по обращению островитян в христианство сопровождалась сопротивлением со стороны аборигенов. Тем не менее к 1812 году британским миссионерам удалось обратить в новую веру нескольких таитян, а после крещения местного короля Помаре II и его победы над местными вождями на острове было создано единое государство, в котором христианство было объявлено официальной религией.
Став христианином, Помаре II запретил поклонение языческим богам и приказал разрушить святилища мараэ. Кроме того, он издал свод законов, запрещавших человеческие жертвоприношения, полигамию, гостевой брак и детоубийство.
Насильственное распространение христианства на Таити имело едва ли не катастрофические последствия для местных жителей, что было засвидетельствовано прибывшей на остров в 1820 году первой русской антарктической экспедицией. Участники экспедиции, а также посетивший в 1824 году остров русский мореплаватель Отто Коцебу наблюдали не только практически полное уничтожение традиционной религии и культуры аборигенов, но и заметный упадок сельского хозяйства и демографический кризис.
Начиная с 1830 года на Таити соперничали за влияние английские и католические французские миссионеры. Изгнание первых в 1838 году было использовано Францией как предлог для усиления своего влияния на острове.

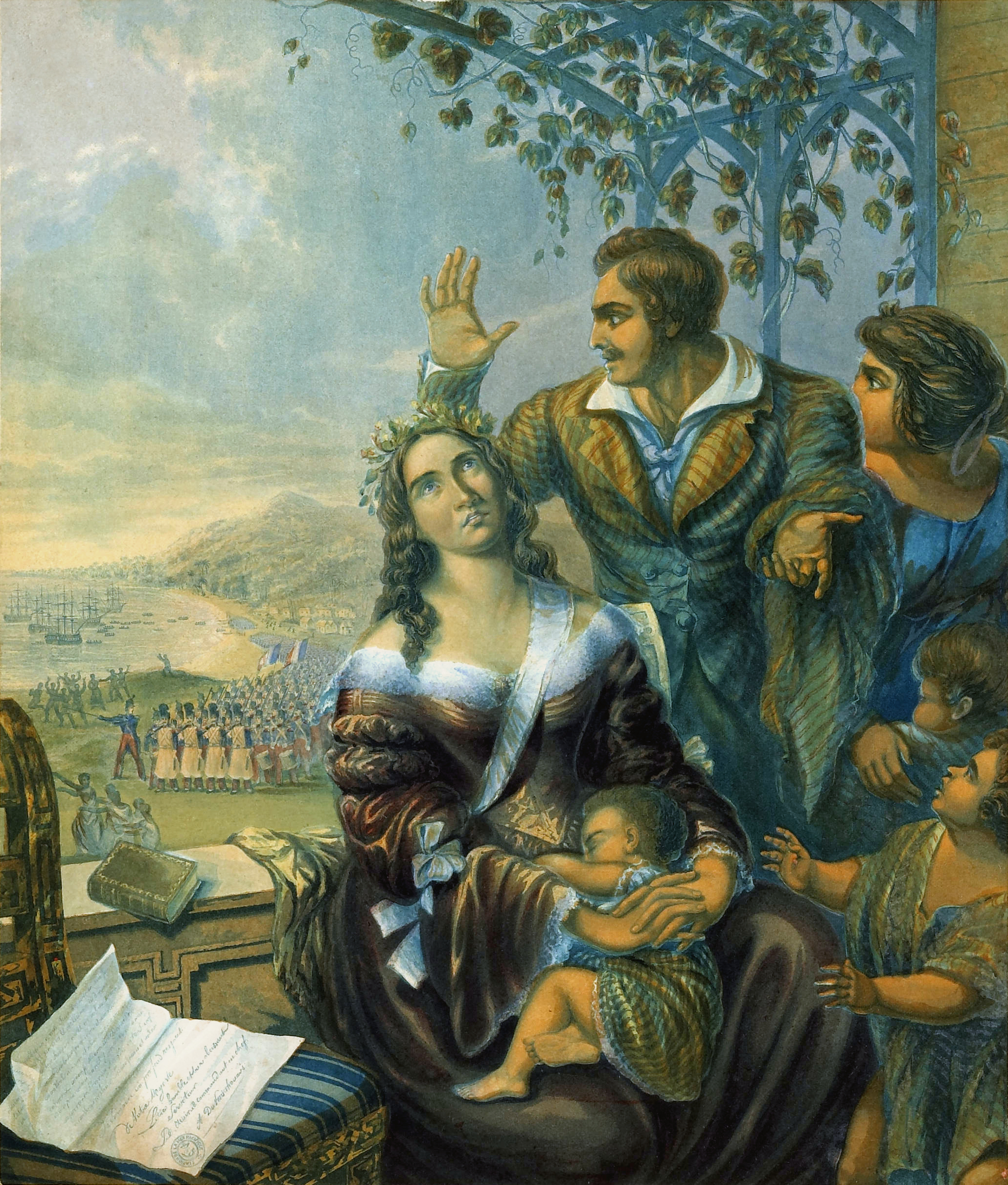
Королева Таити Помаре IV во время французского вторжения (с картины Джорджа Бакстера, 1845)

Во время правления королевы Помаре IV в 1842 году Таити стал французским протекторатом. Восстание полинезийцев против власти французов, вспыхнувшее в 1844 году и продолжавшееся до 1847 года, было жестоко подавлено французскими войсками.
В 1880 году Таити был превращён во французскую колонию. Король Помаре V, унаследовавший в 1877 году престол от своей матери, подписал 29 июня договор с французами, по которому верховенство над всем его государством — Островами Сообщества, островными группами Туамоту и Тубуаи — переходило к ним. Французский закон, вышедший 30 декабря того же года, подтвердил колониальный статус Таити в качестве части Французской Океании, позже переименованной во Французскую Полинезию.
Во время Первой мировой войны 22 сентября 1914 германские крейсера «Шарнхорст» и «Гнейзенау» бомбардировали Папеэте.
Во время Второй мировой войны остров служил США как форпост в южной части Тихого океана.
В октябре 2006 года на острове произошёл вооружённый мятеж. По сообщениям очевидцев, сначала бунтовщики захватили президентский дворец, протестуя против низкого уровня жизни и высоких цен, а затем потребовали немедленного возвращения президента страны Оскара Темару с заседания Тихоокеанского островного форума, проходившего на Фиджи. По данным французской прессы, мятеж был организован членами ныне распущенной «Полинезийской группы по вмешательству» (ПГВ), созданной бывшим президентом Французской Полинезии Гастоном Флоссе для оказания помощи в случае стихийных бедствий в регионе.

## Галерея

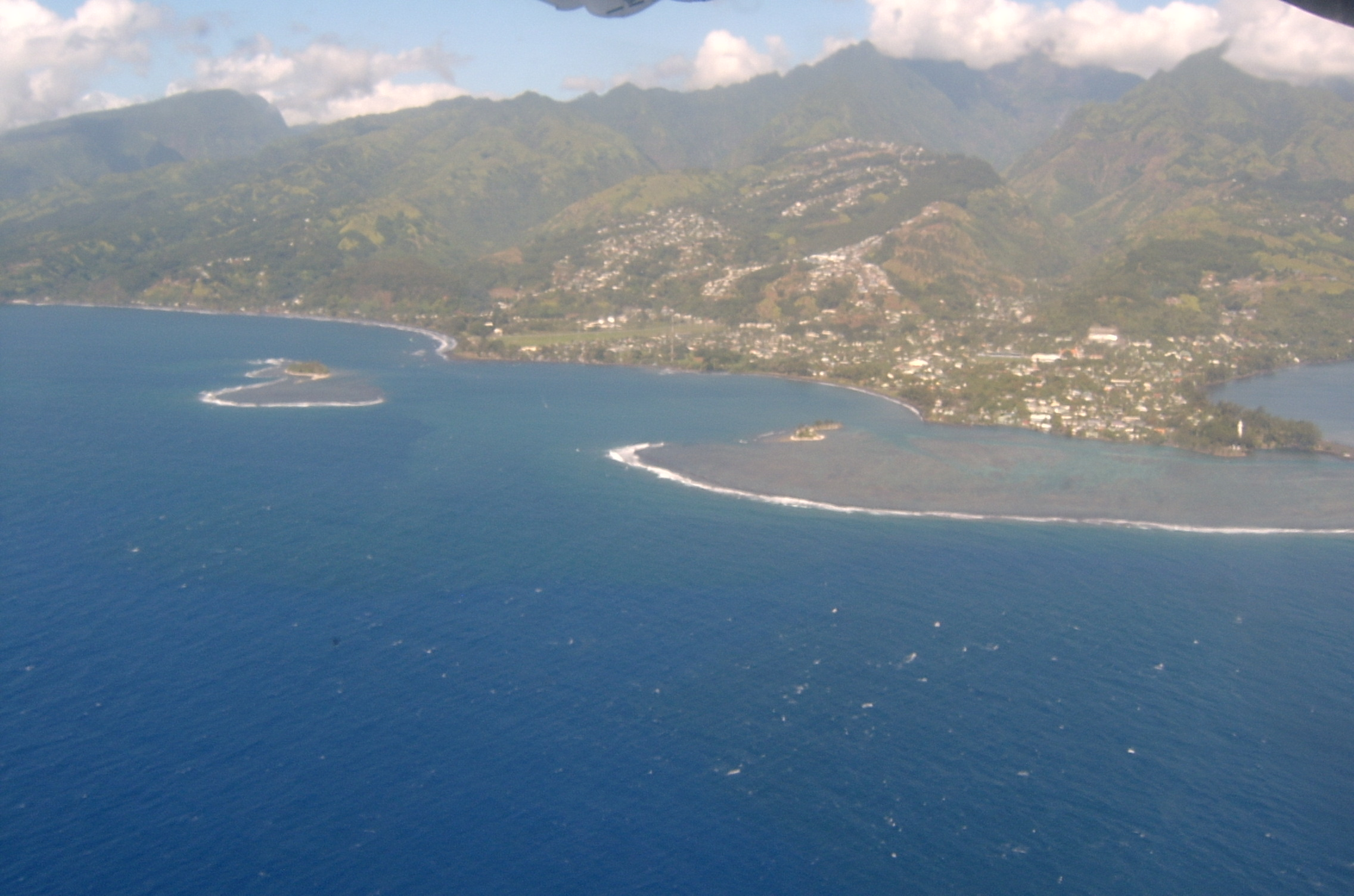
Папеэте с борта самолёта
Карта Таити и Моореа
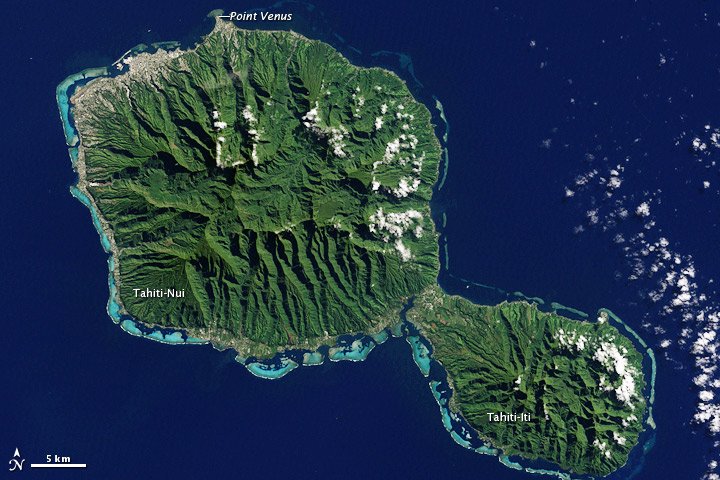
Таити из космоса
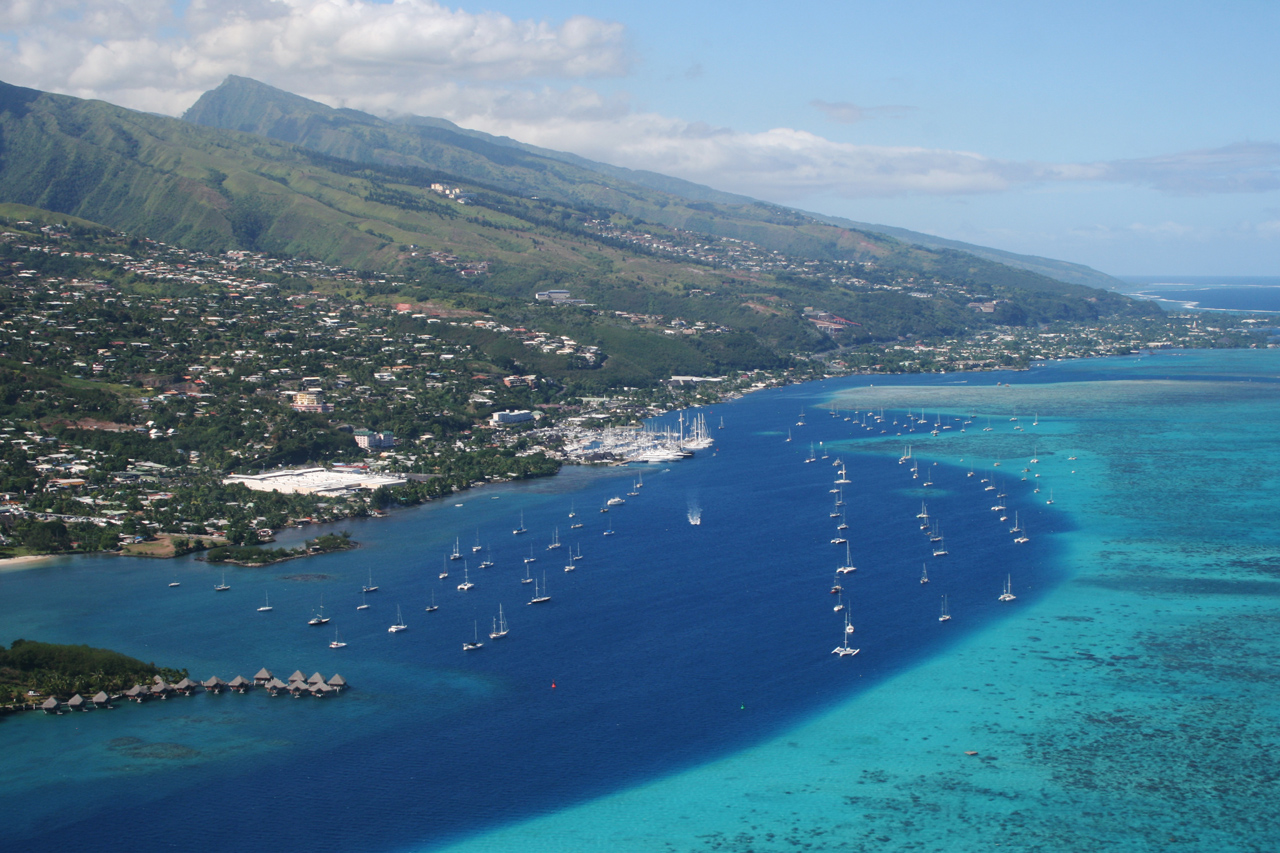
Папеэте

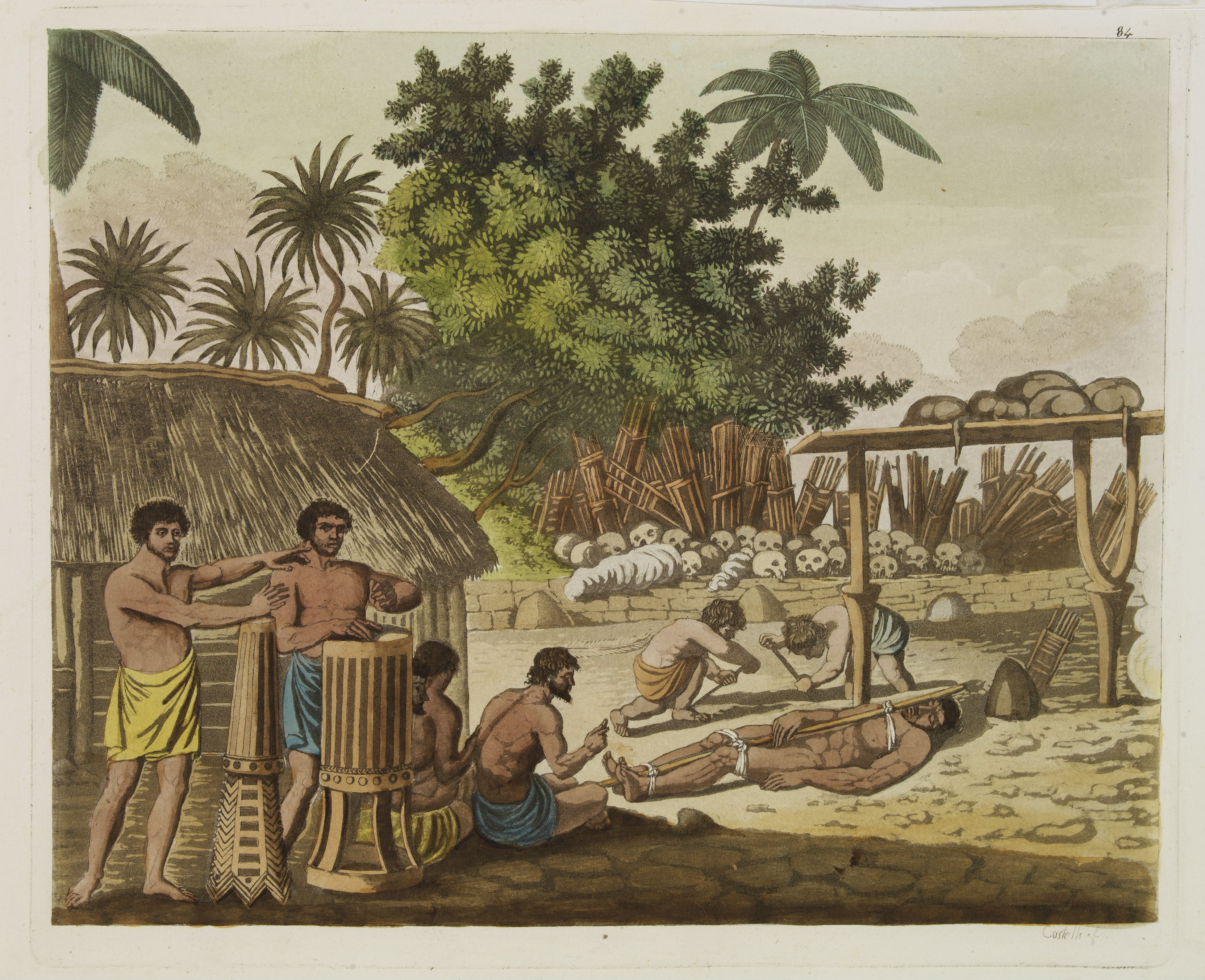
Человеческое жертвоприношение
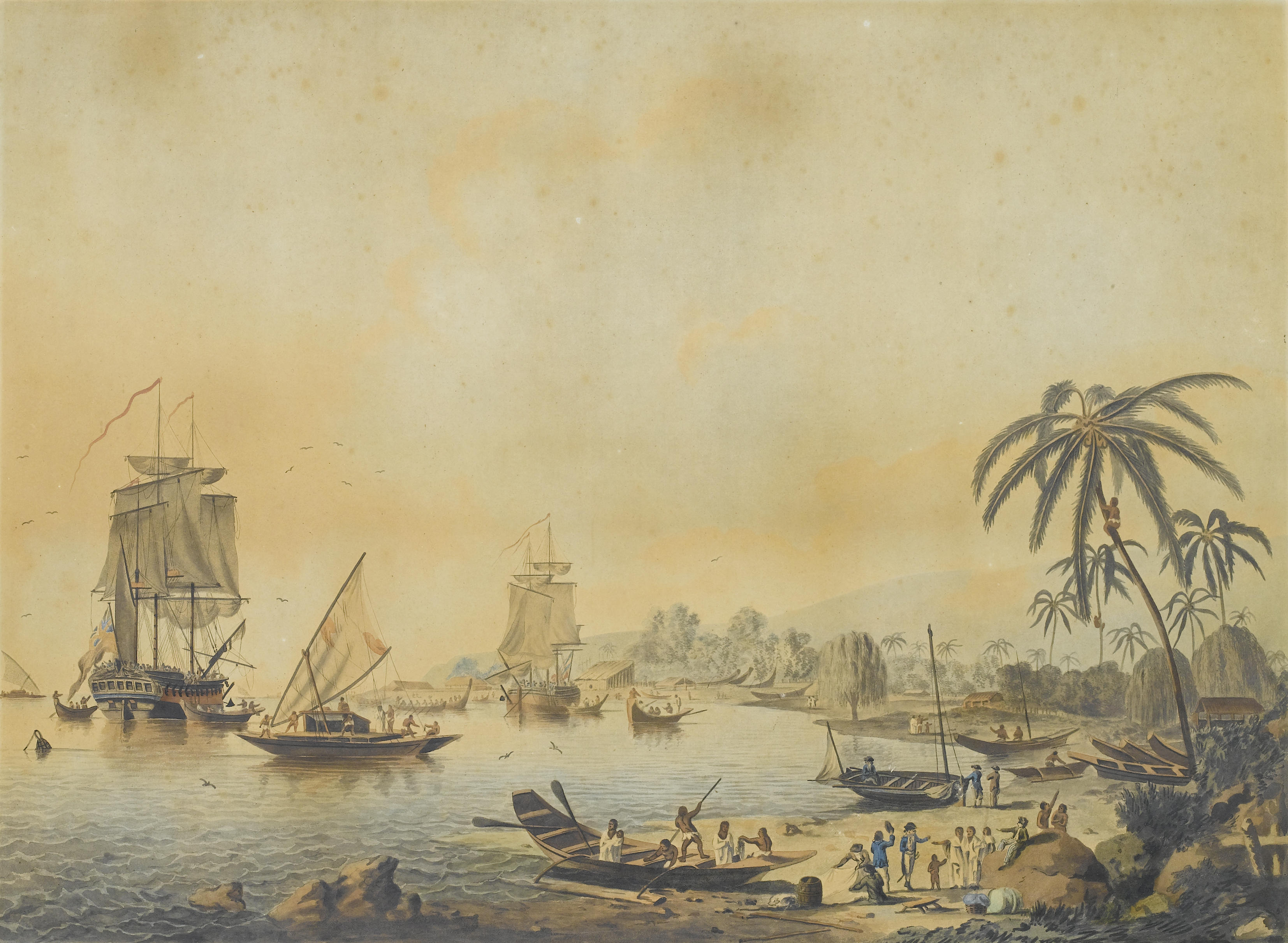
Джеймс Кук, Таити
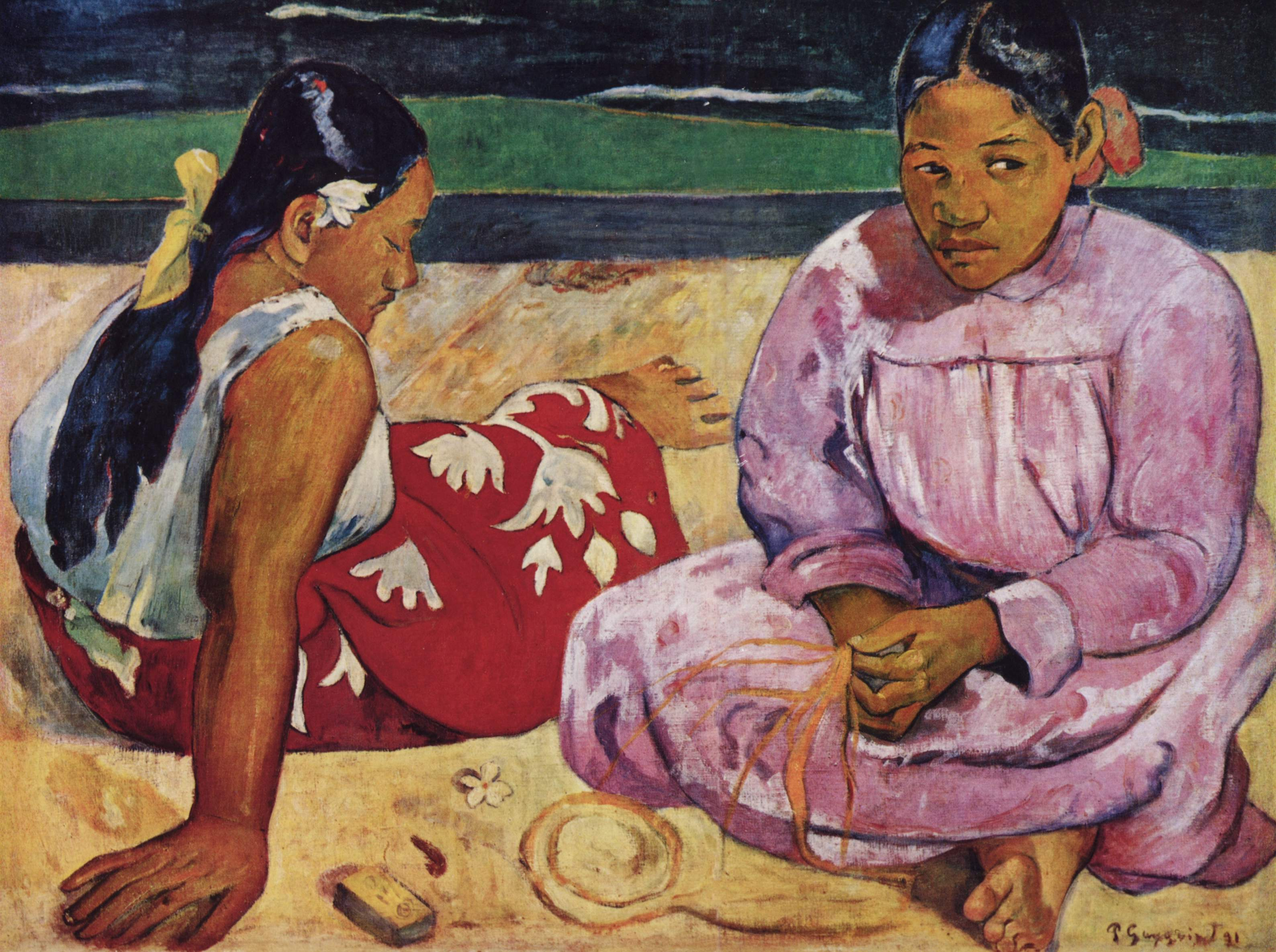
Таитянские женщины на пляже, Поль Гоген, 1891
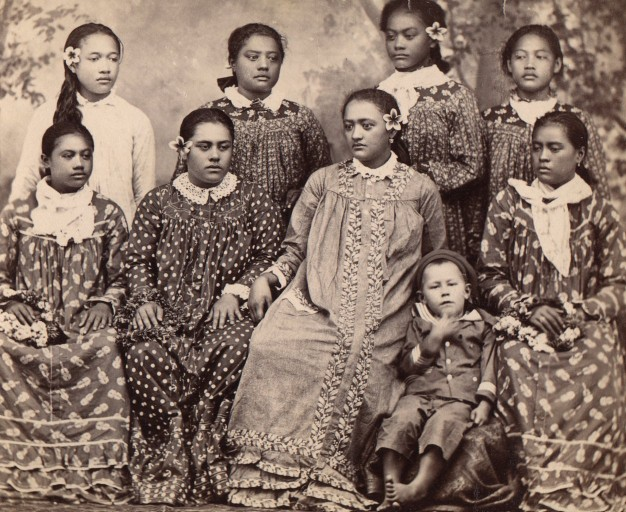
Таитяне в миссионерских одеждах

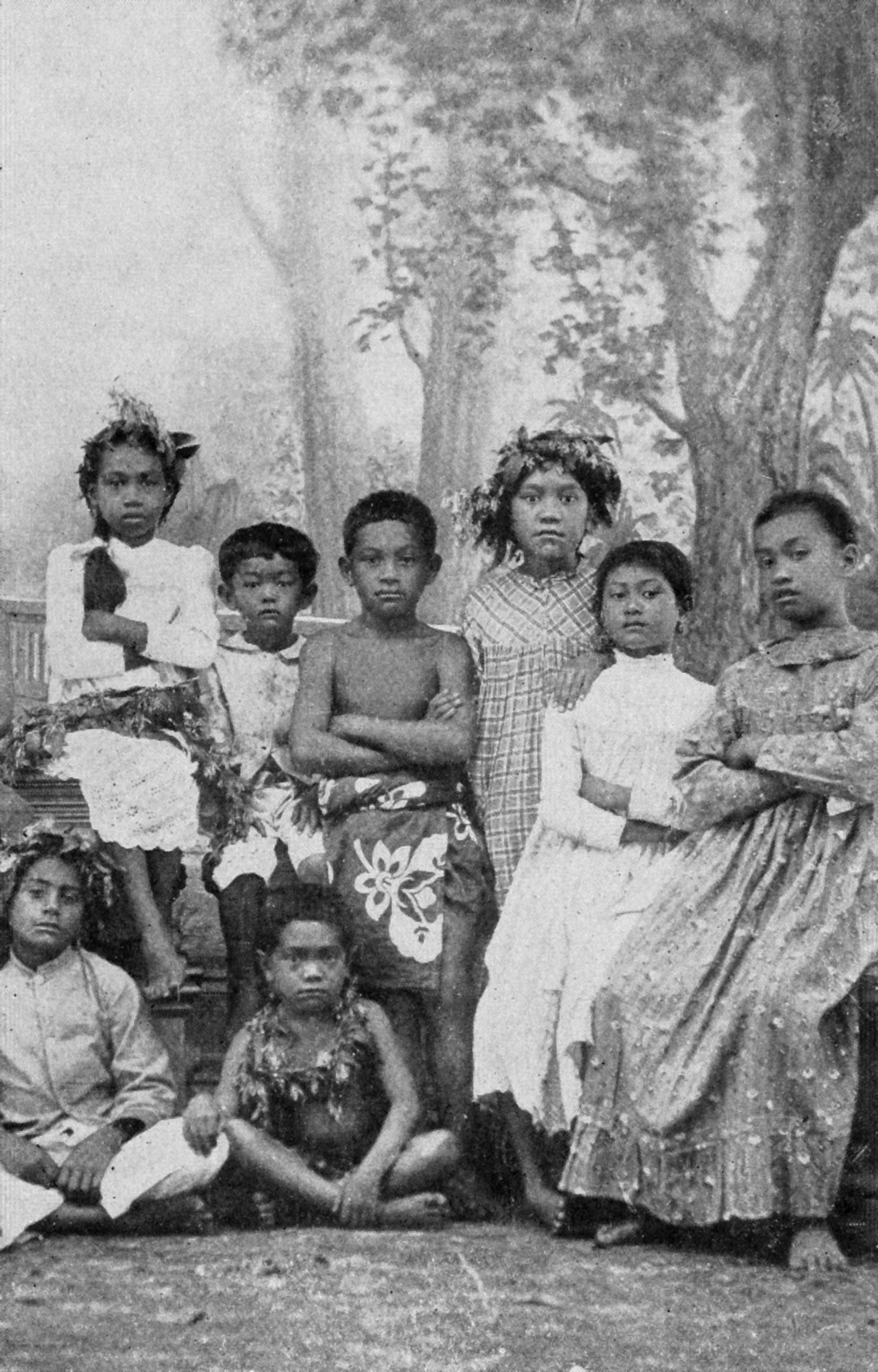
Таитянские дети (около 1906)
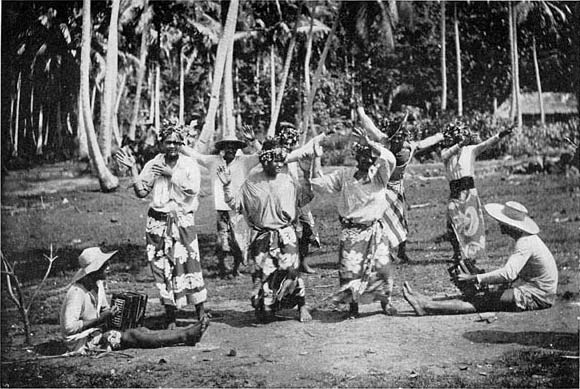
Таитяне исполняют национальный танец
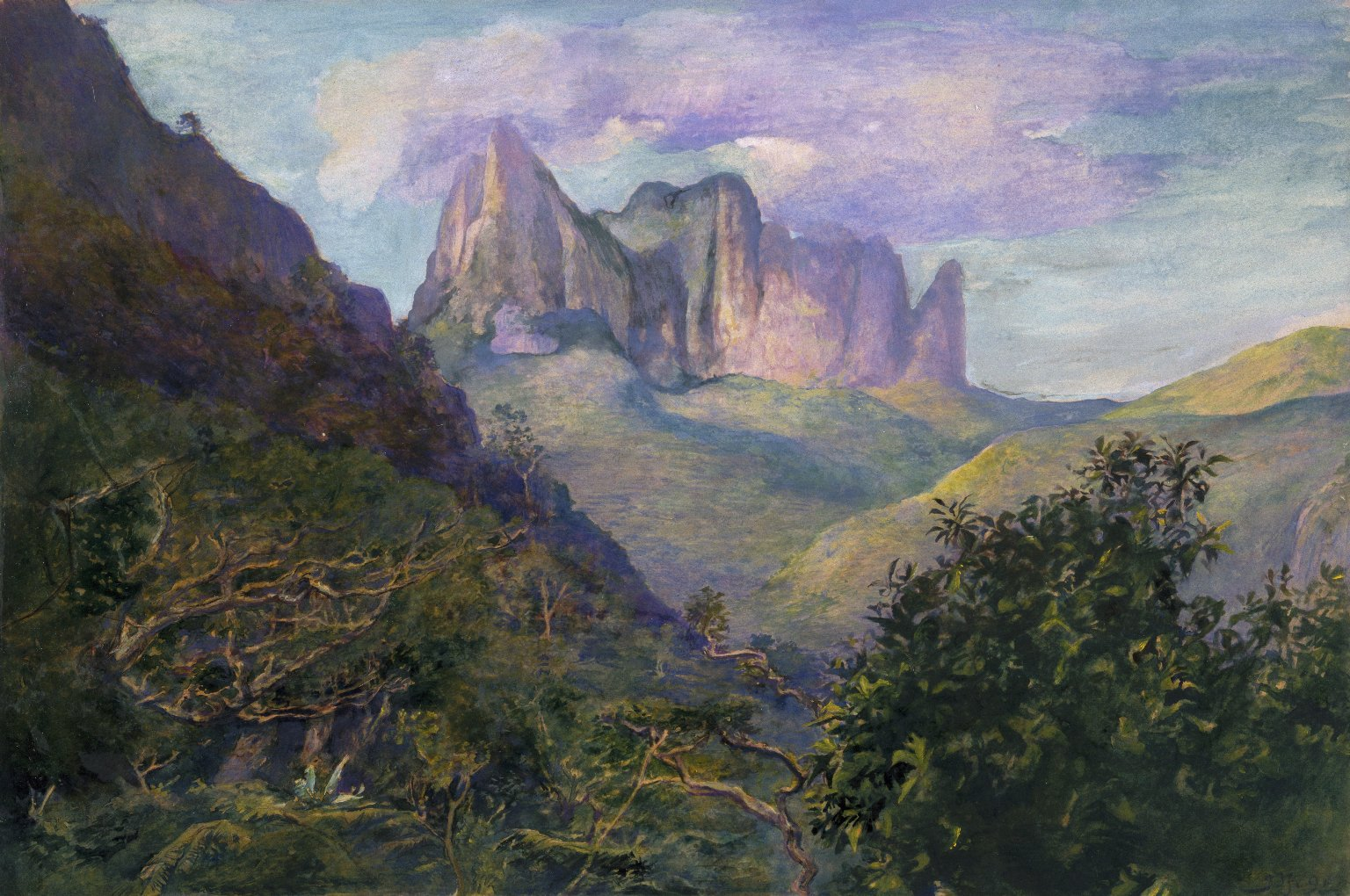
Гора Диадема (Джон Ла Фарж, 1891)
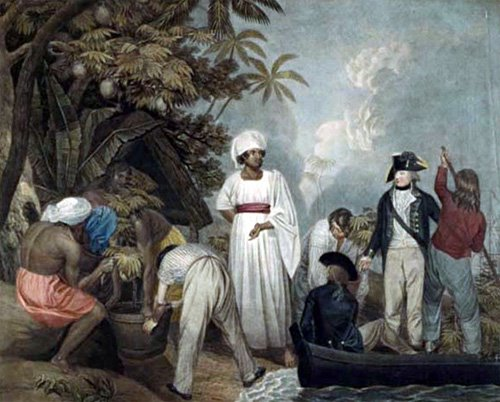
Уильям Блай наблюдает за пересадкой хлебных деревьев с Таити

## Административное устройство

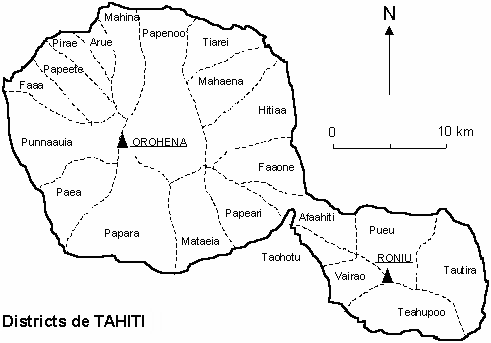
Округа (коммуны) Таити

Остров Таити входит в административное подразделение Наветренные острова. Его территория разделена на 12 коммун:
| №                   | Коммуна                                       | Площадь, (км²) | Население, чел. (2007) |
| ------------------- | --------------------------------------------- | -------------- | ---------------------- |
| Наветренные острова |                                               |                |                        |
| 1                   | Аруэ (включая остров Тетиароа 6 км²)          | 16             | 9 458                  |
| 2                   | Фаа                                           | 34             | 29 851                 |
| 3                   | Хитиа О Те Ра                                 | 218            | 8 683                  |
| 4                   | Маина                                         | 52             | 14 369                 |
| 5                   | Паеа                                          | 65             | 12 084                 |
| 6                   | Папара                                        | 93             | 10 615                 |
| 7                   | Папеэте (столица)                             | 19             | 26 017                 |
| 8                   | Пираэ                                         | 35             | 14 475                 |
| 9                   | Пунаауиа                                      | 76             | 25 441                 |
| 10                  | Таиарапу-Эст (включая остров Мехетиа 2,3 км²) | 218            | 11 549                 |
| 11                  | Таиарапу-Оуест                                | 104            | 7 002                  |
| 12                  | Тева И Юта                                    | 120            | 8 589                  |
|                     | Всего                                         | 1 050          | 178 133                |

## Население
На Таити живут 178 133 человека (2007), что составляет 70 % населения всей Французской Полинезии. В расовом отношении население состоит на 83 % из полинезийцев, на 11 % — из европейцев, на 4 % — из азиатов и на 2 % — из людей смешанного происхождения. 
До середины XX века плодородные земли и богатый рыбой океан предоставляли жителям острова достаточно ресурсов для процветания. Расслабленная атмосфера Таити и наслаждение жизнью местных жителей впечатляли европейских посетителей острова и находили отражения в литературе и искусстве. Однако сегодня быстро растущее население Таити, особенно в агломерации Папеэте, сталкивается с современными проблемами, такими как загрязнение окружающей среды, пробки на дорогах, преступность и трущобные районы.
Таитяне являются гражданами Франции.

## Экономика
На Таити наблюдается наиболее высокий уровень жизни из всех государств и территорий Океании. Существенным экономическим фактором является туризм. Хотя Франция ежегодно перечисляет своей заморской территории сумму около 1 миллиарда евро, остров обязан платить за все его ввозимые в континентальную Францию товары от 200 % до 300 % пошлин, что в значительной мере нейтрализует французскую помощь.

## Транспорт

### Сухопутный
Так как остров заселён в основном по побережью, примерно по 80 % этого побережья проходит дорога общей длиной 158 км.
Железных дорог и метрополитенов нет, сухопутный общественный транспорт представлен только автобусами (в основном переделанными из грузовиков) и такси. Также работает каршеринг.

### Морской транспорт
Поскольку Таити является островным государством, любые передвижения вовне могут быть только по воде или по воздуху. Из морского порта курсируют как грузовые суда, так и пассажирские автопаромы на другие острова Французской Полинезии, а также в Австралию.

### Авиационный транспорт
Главным аэропортом Таити является аэропорт Фааа, откуда летают регулярные рейсы в Китай, США, Австралию, Новую Зеландию и Францию.

## Культура
- Каждый год, на рубеже июня и июля, проводится хейва, спектакль танцев Полинезии. В рамках этого мероприятия состязаются разные танцевальные группы в традиционных таитянских танцах. В очень пышных и креативных костюмах на протяжении двух недель преподносятся танцевальные программы, подготавливаемые несколько месяцев. Хейва является самым крупным и важным культурным событием на Таити. Местные СМИ подробно освещают новости танцевальных вечеров. На различных меньших островах, таких как Бора-Бора, проводятся свои хейвы, несколько скромнее по масштабу.
- Художник Поль Гоген жил и работал на Таити, оставив известные картины с таитянскими мотивами.
- Таити известен своими лечебными водами.
- На Таити дважды — в июле-августе 1977 года и в августе 1978 года — отдыхал со своей женой Мариной Влади актёр, поэт и бард Владимир Высоцкий.
- На Таити умер Джо Дассен от сердечного приступа 20 августа 1980 года.
- В СССР и России широкую известность получила фраза кота из мультфильма «Возвращение блудного попугая»: «Таити, Таити… Не были мы ни в какой Таити! Нас и здесь неплохо кормят».

## В кино
- Мятеж на «Баунти» (фильм, 1935)
- Мятеж на «Баунти» (фильм, 1962)
- «Баунти» (фильм, 1984)
- Легенды южных морей/ Полинезийские приключения (мини-сериал, 1999)
- «Дикарь», или «Гоген. Путешествие на Таити» (фр. Gauguin - Voyage de Tahiti) — французский фильм 2017 года с Венсаном Касселем.
- «Во власти стихии» (фильм, 2018)
- Агенты «Щ.И.Т» (сериал, 2013)